# Бозлак, Мурат
Мурат Бозлак (30 декабря 1952 — 4 января 2015) — курдский политик. Возглавлял партию народной демократии, избирался в Великое национальное собрание. Участвовал в создании партии социальной демократи, социал-демократической народной партии, народной трудовой партии, демократической партии и партии народной демократии. Первые 2 из них распались, остальные были принудительно закрыты правительством Турции.

## Биография
Окончил юридический факультет Анкарского университета, после этого работал юристом.
В феврале 1994 года в Анкаре на Бозлака, занимавшего на тот момент пост генерального секретаря Демократической партии, было совершено покушение. После ареста депутатов демократической партии в марте 1994 года и надвигающегося её запрета, в мае 1994 Бозлак создал партию народной демократии. В ноябре 1998 года, после отказа Италии экстрадировать в Турцию лидера РПК Абдуллу Оджалана, Бозлак вместе с десятками других членов партии народной демократии был арестован и обвинён в поддержке общетурецкой голодовки, организованной в знак протеста против действий Турции в ходе курдско-турецкого конфликта, в том он был приговорён к тюремному сроку в один год. Ряд членов парламента Великобритании осудили арест, заявив, что Бозлак лишь выступал за решение курдско-турецкого конфликта путём переговоров. В апреле 1997 года Бозлак был выпущен из тюрьмы. В сентябре 1999 года ненадолго передал руководство партией народной демократии Турану Демиру. В ноябре 2000 года на 4-м партийном конгрессе вновь был избран лидером партии народной демократии, поскольку Туран Демир был приговорён к 10-месячному сроку по обвинению в пропаганде терроризма. Перед парламентскими выборами в ноябре 2002 года, опасаясь запрета партии народной демократии, Бозлак вышел из неё и вступил в демократическую народную партию, он пытался баллотироваться в иле Диярбакыр, но его кандидатура была отвергнута турецким избиркомом, поэтому вместо него баллотировалась его жена Зейджан Бозлак. В октябре 2003 года Конституционный суд Турции принудительно закрыл партию народной демократии и запретил Бозлаку в течение 5 лет заниматься политикой.
В июне 2011 года Бозлак был избран в Великое национальное собрание Турции от ила Адана в качестве беспартийного кандидата, входившего в Блок труда, демократии и свободы, поддерживаемый партией мира и демократии. В 2014 году Бозлак и 26 других депутатов партии мира и демократии прсоединились к Демократической партии народов, образовав парлментскую группу.
Умер в январе 2015 года. Вопреки традиции, прощание с ним прошло перед штаб-квартирой партии мира и демократии, а не перед зданием парламента. После этого был похоронен в родном селении He was married and a father to three children.
.

## Политические взгляды
Считал, что после Первой мировой войны Курдистан был разделён на 4 части и включён в «национально-колониальную систему», что дало курдам право на самоопределение. Выступал за то, чтобы Турция признала курдов и позволила им самоопределиться демократически. Считал, что конфликт у курдов возник не с турками, а турецким правительством.

## Личная жизнь
Был женат на Зейджан Бозлак, у них было трое детей.